# Kai Maasalo
Kai Armas Rafael Maasalo, född 4 november 1922 i Helsingfors, död där 18 augusti 2000, var en finländsk radiochef. Han var son till Armas Maasalo.
Maasalo blev filosofie kandidat 1946 och var musikchef vid Rundradion 1956–1976. Han framträdde även som musikskribent med bland annat böckerna Suuri sinfoniamusiikki (1956), Suomalaisia sävellyksiä I, Tulindbergistä Sibeliukseen (1965), Suomalaisia sävellyksiä II, Melartinista Kilpiseen (1969), Mozart ja hänen pianokonserttonsa (1985) och en biografi över sin far (1998).